# Autojärvi (Gällivare socken, Lappland, 751109-168984)
Autojärvi är en sjö i Gällivare kommun i Lappland och ingår i Kalixälvens huvudavrinningsområde. Sjön har en area på 0,0876 kvadratkilometer och ligger 469,1 meter över havet. Autojärvi ligger i Kaitum fjällurskog Natura 2000-område.

## Delavrinningsområde
Autojärvi ingår i det delavrinningsområde (751063-168765) som SMHI kallar för Utloppet av Nilakkajärvi. Medelhöjden är 510 meter över havet och ytan är 29,04 kvadratkilometer. Det finns inga avrinningsområden uppströms utan avrinningsområdet är högsta punkten. Vattendraget som avvattnar avrinningsområdet har biflödesordning 4, vilket innebär att vattnet flödar genom totalt 4 vattendrag innan det når havet efter 336 kilometer. Avrinningsområdet består mestadels av skog (50 procent) och sankmarker (42 procent). Avrinningsområdet har 0,98 kvadratkilometer vattenytor vilket ger det en sjöprocent på 3,4 procent.